# العمقية تحتا
العمقية تحتا قرية سورية تتبع ناحية الزيارة في منطقة السقيلبية في محافظة حماة. بلغ عدد سكانها 3300 نسمة في عام 2004 حسب إحصاء المكتب المركزي للإحصاء.

## وصلات خارجية
- الوحدات الإدارية في محافظة حماة